# Kanibród
Kanibród – wieś w Polsce położona w województwie kujawsko-pomorskim, w powiecie włocławskim, w gminie Lubień Kujawski.
| SIMC    | Nazwa        | Rodzaj    |
| ------- | ------------ | --------- |
| 1034870 | Długie       | część wsi |
| 1034900 | Durlatki     | część wsi |
| 0865645 | Durlaty      | część wsi |
| 1034930 | Józefatowo   | część wsi |
| 0865651 | Szachulec    | część wsi |
| 0865668 | Władysławowo | część wsi |

W latach 1954–1968 wieś należała i była siedzibą władz gromady Kanibród, po jej zniesieniu w gromadzie Lubień. W latach 1975–1998 miejscowość administracyjnie należała do województwa włocławskiego. Według Narodowego Spisu Powszechnego (III 2011 r.) liczyła 177 mieszkańców. Jest dziewiątą co do wielkości miejscowością gminy Lubień Kujawski.